# Sean Fitzpatrick
Sean Brian Thomas Fitzpatrick (Auckland, 4 giugno 1963) è un ex rugbista a 15 e allenatore di rugby a 15 neozelandese, tallonatore di Auckland, dei Blues e campione del mondo nel 1987 con gli All Blacks.

## Biografia
Figlio dell'ex All Black Brian Fitzpatrick, di origine irlandese, Sean compì gli studi superiori al Collegio cattolico del Sacro Cuore di Auckland.
Entrato nel 1981 nella squadra provinciale di Auckland, debuttò in Nazionale per una serie di coincidenze, la più importante delle quali fu la squalifica per due incontri degli All Blacks inflitta a diversi giocatori, tra cui il tallonatore titolare Andy Dalton. responsabili di avere preso parte al controverso tour dei New Zealand Cavaliers in Sudafrica, Paese all'epoca sotto bando internazionale per via dell'apartheid lì vigente.
Il 28 giugno 1986 a Christchurch, in occasione di un test match contro la Francia, scese quindi in campo una squadra con undici esordienti assoluti, uno dei quali era lo stesso Fitzpatrick.
Il gruppo, che comprendeva altri giocatori di rilievo quali ad esempio Mike Brewer e Frano Botica, fu ribattezzato Baby Blacks per via della giovane età, e si impose per 18-9 sugli avversari.
Dopo quell'incontro Fitzpatrick divenne titolare fisso tanto che, fino al 1997, scese in campo altre 91 volte, una sola delle quali da riserva, nella sua ultima partita internazionale.
Nel 1987 fece parte della squadra che prese parte alla prima edizione della Coppa del Mondo, vincendola, e quattro anni più tardi, alla Coppa del Mondo di rugby 1991, fu tra i giocatori che giunsero fino al terzo posto della competizione.
Divenuto capitano della squadra nel 1992, guidò nel 1994 la Nuova Zelanda alla sua prima affermazione in una serie in Sudafrica con due vittorie e un pareggio contro gli Springbok.
Un anno dopo fu finalista alla Coppa del Mondo di rugby 1995, sconfitto proprio dal Sudafrica.
Divenuto professionista, entrò nel 1996 nella franchise di Auckland in Super 12 dei Blues, con cui vinse le prime due edizioni del torneo; alla fine del 1996 fu insignito dell'onorificenza di Ufficiale dell'Ordine al merito della Nuova Zelanda per i suoi contributi al rugby.
Il 28 novembre 1997, allo stadio di Wembley a Londra, disputò contro il Galles il suo ultimo incontro prima del ritiro definitivo; a tale data aveva assommato 346 incontri ufficiali, dei quali 92 internazionali (con 74 vittorie), 25 di Super 12, 127 di National Provincial Championship con la provincia di Auckland e 102 di club.
Giocatore autorevole in campo, fu capitano in 51 dei suoi 92 incontri internazionali.
La sua personalità era rispettata sia dagli avversari che dai giudici di gara tanto che uno dei suoi più accesi rivali in campo, il suo collega di ruolo australiano Phil Kearns, dopo il suo congedo agonistico disse: «Il suo ritiro [di Fitzpatrick] è un peccato ma è una buona notizia per l'Australia: per esempio, potremo giocare un test match contro gli All Blacks senza due arbitri in campo».
Nel 2001 fu ammesso nell'International Rugby Hall of Fame

## Palmarès
- Coppe del mondo: 1
Nuova Zelanda: 1987
- Super Rugby: 2
Blues: 1996, 1997
- National Provincial Championship: 10
Auckland: 1984, 1985, 1987, 1988, 1989, 1990, 1993, 1994, 1995, 1996